# Huang Zichang
Huang Zichang (em chinês: 黄紫昌; Pīnyīn: Huáng Zǐchāng; Fujian, 4 de abril de 1997) é um futebolista chinês, que atua como meia-atacante. Atualmente, joga pelo Jiangsu Suning.

## Carreira
Huang Zichang chegou às categorias de base do Jiangsu Suning em 2016. O jogador foi promovido ao elenco profissional da equipe de Nanquim no início da temporada 2017 sob o comando do técnico sul-coreano Choi Yong-soo.
Huang Zichang só estreou nos profissionais do Jiangsu Suning no dia quatro de março de 2018, já sob o comando do técnico italiano Fabio Capello. O meia-atacante marcou o seu primeiro gol como profissional em sua estreia e o Jiangsu venceu o Guizhou Hengfeng fora de casa por 3x1.
Após bom retrospecto na Seleção Chinesa Sub-20, Huang Zichang foi convocado por Marcello Lippi para a Seleção Chinesa principal nos amistosos contra Mianmar e Tailândia. O meia-atacante fez a sua estreia com a camisa da Seleção Chinesa na vitória por 1x0 sobre Mianmar no dia 26 de maio de 2018.
Huang Zichang é tido como uma das grandes revelações do futebol chinês nos últimos anos e é um dos destaques na temporada 2018 da Super Liga da China.

## Títulos

### Individuais
- Revelação da Super Liga Chinesa: 2018
- Seleção da Super Liga Chinesa: 2018